# Perisserosa guttata
Perisserosa guttata ist die einzige Art der Gattung Perisserosa aus der Familie der Kaurischnecken und hat wenigstens zwei Unterarten: zum einen P. guttata guttata und zum anderen P. guttata surinenis. Von manchen Autoren und gerne auch von Händlern wird zudem noch P. guttata azumai in den Rang einer Unterart erhoben. Für andere wiederum ist azumai lediglich eine Forma von P. guttata guttata.

## Merkmale
Das Gehäuse ist leicht birnenförmig (pyriform) und im Vergleich zu anderen Kaurischnecken durchschnittlich schwer. Die Farbe der Oberseite ist kräftig orange und zeigt weiße Punkte, die Unterseite ist größtenteils braun. Eine Besonderheit bei dieser Art sind die Gehäusezähne, welche deutlich und gut ausgeprägt die gesamte Unterseite bedecken und über die Seite hinausragen und auf dem Rücken auslaufen. 
Der Unterschied zwischen guttata guttata und guttata surinensis ist zum einen der Umriss, guttata surinensis ist ovaler und kleiner als guttata guttata und zum anderen die Farbe der Unterseite: guttata surinensis ist dunkler und hat auf der Seite der Außenlippe eine durchgängigere braune Färbung. Ferner sind die Punkte ein Anhaltspunkt um die Unterarten voneinander zu unterscheiden: guttata guttata hat weniger, dafür aber größere Punkte.

## Vorkommen und Verbreitung
Tiere dieser Art kommen in tropischen und subtropischen Gewässern des Südwestpazifiks (im Norden bis nach Japan) und des nordöstlichen Indiks vor. Sie leben in Felsspalten von Korallenriffen in 25 bis 100 m Tiefe (surinensis bis 300 m). 

## Gegenüberstellung der Unterarten
Derzeit werden zwei bis drei Unterarten unterschieden: P. guttata guttata (J. F. Gmelin, 1791), P. guttata azumai (resp. P. guttata guttata f. azumai (Schilder, 1960)) und P. guttata surinenis (Raybaudi, 1978). Die Unterschiede sind:
|                 | Perisserosa guttata guttata | Perisserosa guttata guttata f. azumai | Perisserosa guttata surinensis   |
| --------------- | --------------------------- | ------------------------------------- | -------------------------------- |
| Gehäusegrößen   | 54 bis 70 mm                |                                       | 42 bis 52 mm                     |
| Vorkommen       | Westpazifik, Taiwan         | Westpazifik, Japan                    | nördl. Indischer Ozean, Thailand |
| Tiefe           | 25–100 m                    | 25–100 m                              | 100–300 m                        |
| Ansicht dorsal  |                             |                                       |                                  |
| Ansicht ventral |                             |                                       |                                  |